# Mallophora media
Mallophora media is een vliegensoort uit de familie van de roofvliegen (Asilidae). De wetenschappelijke naam van de soort is voor het eerst geldig gepubliceerd in 1969 door Clements in Clements & Bennett.